# Atanazy Andrzej Szeptycki
Atanazy Andrzej Szeptycki (ur. 26 listopada 1723, zm. 9 czerwca 1779 w Straszewicach) – duchowny greckokatolicki.
Był synem Stefana Szeptyckiego i Zofii Czajkowskiej. Od 8 listopada 1762 był ordynariuszem przemyskim. W 1772 przedstawił raport ze stanu eparchii Giuseppe Garampiemu, nuncjuszowi apostolskiemu w Polsce. Podjął decyzję o budowie nowego soboru katedralnego w Przemyślu – za jego rządów wybudowano tylko dzwonnicę.